# Тупанди
Тупанди (порт. Tupandi)  —  муниципалитет в Бразилии, входит в штат Риу-Гранди-ду-Сул. Составная часть мезорегиона Агломерация Порту-Алегри. Входит в экономико-статистический  микрорегион Монтенегру. Население составляет 3426 человек на 2006 год. Занимает площадь 59,541 км². Плотность населения — 57,5 чел./км².

## История
Город основан 9 мая 1988 года. 

## Статистика
- Валовой внутренний продукт на 2003 составляет 60.390.897,00 реалов (данные: Бразильский институт географии и статистики).
- Валовой внутренний продукт на душу населения на 2003 составляет 18.807,51 реалов (данные: Бразильский институт географии и статистики).
- Индекс развития человеческого потенциала на 2000 составляет 0,822 (данные: Программа развития ООН).

## География
Климат местности: субтропический.